# Семёновское (Рыбинский район)
В Ярославской области есть ещё 10 населённых пунктов с таким названием.
Семёновское — село Волжского сельского округа Волжского сельского поселения Рыбинского района Ярославской области . 
Село расположено на правом, высоком и обрывистом берегу реки Волги (Горьковское водохранилище), ниже по течению города Рыбинск, его микрорайона Копаево, где расположен грузовой порт Рыбинска и многочисленные склады. Село непосредственно примыкает к Копаево. Оно имеет две улицы перпендикулярные и одну параллельную волжскому берегу. Село стоит к северу от автомобильной дороги Р151 Рыбинск—Тутаев, с которой связано короткой дорогой. К юго-востоку, между селом и дорогой Р-151 стоит деревня Митино. К юго-западу находится садовое товарищество. Ниже по течению, к востоку деревня — Забава .
На 1 января 2007 года в селе числилось 27 постоянных жителей . Почтовое отделение Ермаково-1 обслуживает в селе 54 дома .